# Wenn Spione singen
Wenn Spione singen ist eine französische Spionage-Komödie aus dem Jahr 2008.

## Handlung
Die beiden französischen Geheimagenten Muriel und Philippe sollen einen USB-Stick mit Geheiminformationen über einen Autounfall besorgen. Die Witwe des verstorbenen Fahrers ist eine ambitionierte Opernsängerin und weiß nicht, dass sie im Besitz des Sticks ist. Also schleichen sich beide in ihren Gesangsunterricht, um ihr näher zu kommen. Dabei werden sie mit unterschiedlichen Charakteren und Typen konfrontiert, die ihre Suche verkomplizieren.

## Kritik
„Humorvolle Mischung aus Spionagefilm und Romantik-Komödie. Im fintenreichen Handlungsverlauf wird die Agentengeschichte immer mehr in den Hintergrund gedrängt, bis sie sich mit einem überraschenden Showdown zurückmeldet.“

„Die Spionagegeschichte gerät immer mehr in den Hintergrund. Vielmehr schickt Cohen seine Figuren auf humoristische und zynische Weise auf die Suche nach ihrem persönlichen Glück. Die Schwierigkeiten zwischenmenschlicher Beziehungen, die eigenen Zweifel und Wünsche der Protagonisten führen zu einem wirren Durcheinander, das sich erst am Ende des Films auflöst.“

„Offenherzig, witzig, herrlich neurotisch. […] Echt wirr, aber nett durchgeknallt und sexy“

## Veröffentlichung
Der Film hatte am 8. Oktober 2008 auf dem Lyon Festival Hors-Écran seine Weltpremiere, bevor er am 26. November 2008 in den französischen Kinos erschien. In Deutschland wurde er zum ersten Mal am 7. Mai 2012 auf ARTE ausgestrahlt.